# عيد أبو الحمد
عيد أبو الحمد ممثل مصري.

## عن حياته
كان لبساطة ملامحه سببا قويا في تميزه بأداء الأدوار الكادحة والتي عانت كثيرا في حياتها راضية بقليلها انه الممثل عيد أبو الحمد الذي اشتهر في السينما المصرية بأداء أدوار وشخصيات الرجل الكادح الفقير فتنوعت ادواره بين السينما والمسرح والتلفزيون وعمل مع كبار الممثلين والمخرجين. من أعماله في المسلسلات : مسلسل ظرف أسود ومسلسل مولد وصاحبه غايب ومسلسل الكابوس ومسلسل أرض النعام ومسلسل أنا يا إنتي ومسلسل الصعلوك ومسلسل بعد البداية وغيرها ... وفي مجال السينما : فيلم قط وفار وفيلم النبطشي وفيلم سالم أبو أخته وفيلم شمال يا دنيا وفيلم سبوبة وفيلم الألماني وغيرها.

## الأعمال

### الأفلام
| - 2001: لحظات حب - قط وفار: 2015 - النبطشي: 2014 - زمن أبو الدهب :2014 - سالم أبو أخته: 2014 - سعيد كلاكيت: 2014 - شمال يا دنيا: 2013 | - سبوبة: 2012 - السنهورى - الألماني: 2012 - برتيتا: 2011 - الشوق: 2011-صالح - 18 يوم: 2011 | - الوتر: 2010 - زهايمر: 2010 - عسل اسود: 2010 - مجنون أميرة: 2009 - بدل فاقد: 2009 | - أيام صعبة: 2009 - قبلات مسروقة: 2008 - حسن ومرقص: 2008 - كلاشنكوف: 2008 - كباريه 2008 | - كده رضا: 2007 - بواب عمارة ندى - حوش إللي وقع منك: 2007 - الشبح: 2007 - كود 36: 2007-أمن النادي - غرفة 707: 2007 | - الأولة في الغرام: 2007 - ما تيجي نرقص: 2006 - صباحو كدب: 2006 - لحظات حب: |

### المسلسلات
| - ولاد الشمس: 2025 - أزمة نسب: 2016 - ظرف أسود: 2015 - مولد وصاحبه غايب: 2015 - الكابوس: 2015 - أرض النعام: 2015 - يا أنا يا إنتي: 2015 - الصعلوك: 2015 - بعد البداية: 2015 - سلسال الدم:(ج2) 2015 - سرايا عابدين:(ج2) 2015 - مصيلحي - المطلقات: 2015 - أنا عشقت: 2014 - الحكر: 2014 - كيد الحموات: 2014 - صاحب السعادة: 2014 - المأذون - سرايا عابدين: 2014 - قلوب: 2014- محمد خادم هديل - هبة رجل الغراب: 2014 - كيكا على العالي: 2014 - البيت: 2013 - ألف سلامة: 2013 - بدون ذكر أسماء: 2013 - نقطة ضعف: 2013 - حاميها وحراميها: 2013 - الحاج ميمي - ذات: 2013 | - العراف: 2013 -الحاج سلامة - ربيع الغضب: 2013 - المنتقم: 2012 - كاريوكا: 2012 - الحاج أحمد أمين - خطوط حمراء: 2012 - الخواجة عبد القادر: 2012 - سيدنا السيد: 2012 - عرفة البحر: 2012 - الزوجة الرابعة: 2012 - 9 جامعة الدول: 2012 - طرف ثالث: 2012 - أم الصابرين: 2012 - الكبير أوي:(ج2) 2011 - عوض - الريان: 2011 - مشرفة .. رجل من هذا الزمان: 2011 - احنا الطلبة: 2011 - كيد النسا: 2011 - لحظة ميلاد: 2011 - شارع عبد العزيز: 2011 - قضية صفية: 2010 - عايزة أتجوز: 2010 - اللص والكتاب: 2010 - العار: 2010 - ريش نعام: 2010 | - شاهد اثبات: 2010 - أهل كايرو: 2010 - بابا نور: 2010 - اغتيال شمس: 2010 - سنوات الحب والملح: 2010 - حكايات وبنعيشها:2009 - أبو ضحكة جنان: 2009 - علشان ماليش غيرك: 2009 - قانون المراغي: 2009 - حقي برقبتي: 2009 - تاجر السعادة: 2009 - البوابة الثانية: 2009 - قاتل بلا أجر: 2009 - ليالي: 2009 - كريمة كريمة: 2009 - شرف فتح الباب: 2008 - صابر - ايام الرعب والحب: 2008 - في أيد أمينة: 2008 - جدار القلب: 2008 - ليل الثعالب: 2008 - علي مبارك: 2008 - الفنار: 2008 - نسيم الروح: 2008 - العائد: 2008 | - قضية رأي عام: 2007 - الدالي:)(ج 1) 2007 - الفريسة والصياد: 2007 - عمارة يعقوبيان: 2007 - حضرة المتهم أبي: 2006 - اللى اختشوا ماتو: 2006 - أولاد الشوارع: 2006 - العندليب: 2006 - حبيب الروح: 2006 - الإمام المراغي: 2006 - اشباح المدينة: 2006 - درب الطيب: 2006 - القاهرة 2000: 2006 - سارة: 2005 - ريا وسكينة: 2005 - المنادي: 2005 - الشارد: 2005 - المرسى والبحار: 2005 - راجعلك يا اسكندرية: 2005 - الرقص مع الزهور: 2005 - مشوار امراة: 2004 -سليمان - الدم والنار: 2004 - إمرأة من نار: 2004 - مصر الجديدة: 2004 | - ملح الأرض: 2004 - حكايات زوج معاصر: 2003 -البواب - خان القناديل: 2003 - الناس في كفر عسكر: 2003 - أدهم وزينات وثلاث بنات: 2003 - مسألة مبدأ: 2003 - ملك روحي: 2003 - أبيض x أبيض: 2003 - قاسم أمين: 2002 - الطريق إلى الحقيقة: 2002 - لدواعي أمنية: 2002 - أميرة في عابدين: 2002 - أين قلبي؟: 2002 - يا رجال العالم اتحدوا: 2000 - أوبرا عايدة: 2000 - الفجالة: 2000 - حارة برجوان: 1999 - دهب قشرة: 1998 - شباب رايق جدا: 1998 - هوانم جاردن سيتي :(ج1، 2) 1997، 1998 - اللص الذي أحبه: 1997 - الصبار: 1995 - حكايات عم عبدالتواب: - أمر ازالة: - قلوب عطشى: |

### أخرى
| - منور يا باشا:مسرحية 1983 - طرح الصبار:فيلم قصير 2006 - شبرا تي في - سيت كوم 2011 - ميني سات/سيت كوم 2011 | - راجل وست ستات (ج3) :سيت كوم 2008 - العيادة ج1:سيت كوم 2008 - امواج تحت السطح:سهرة تلفزيونية 2006 - بلاغ:سهرة تلفزيونية 2002 | - روايح:سهرة تلفزيونية 2001 - لن أتزوج زميلي:سهرة تلفزيونية 2001 - عدالة السماء:سهرة تلفزيونية - ثم تأتي الحقيقة محزنة:سهرة تلفزيونية | - زمن السقوط:سهرة تلفزيونية - ألوان الحب السبعة:سهرة تلفزيونية - عمو فؤاد.. رئيس تحرير:الفوازير 1997 - مدرسة عمو فؤاد:الفوازير |